# Tethina yaromi
Tethina yaromi is een vliegensoort uit de familie van de Canacidae. De wetenschappelijke naam van de soort is voor het eerst geldig gepubliceerd in 1996 door Freidberg & Beschovski.